# بزرگ‌نمایی
در روان‌شناسی، بزرگ‌نمایی Grandiosity نوعی احساس برتری، منحصر به فرد بودن یا آسیب‌ناپذیری است که غیرواقعی است و مبتنی بر توانایی شخصی نیست. ممکن است با باورهای اغراق‌آمیز دربارهٔ توانایی‌های یک فرد بیان شود، این باور که افراد کمی با خود وجه اشتراک دارند، و اینکه فرد تنها توسط افراد معدودی بسیار خاص قابل درک است. ویژگی شخصیتی بزرگ‌نمایی اصولاً با اختلال شخصیت خودشیفته (NPD) مرتبط است، اما در بروز و ظهور اختلال شخصیت ضداجتماعی و دوره‌های شیدایی و هیپومانیک اختلال دوقطبی نیز وجود دارد.

## اندازه‌گیری
1. فرد استعدادها، ظرفیت‌ها و دستاوردها را به شکلی غیرواقع‌بینانه اغراق می‌کند.
2. فرد به آسیب‌ناپذیری خود اعتقاد دارد یا محدودیت‌های خود را نمی‌شناسد.
3. فرد فانتزی‌های بزرگی دارد.
4. فرد معتقد است که نیازی به افراد دیگر ندارد.
5. فرد پروژه‌ها، اظهارات یا رویاهای دیگران را بیش از حد مورد بررسی قرار می‌دهد و آن را به شیوه‌ای غیرواقعی پایین می‌آورد.
6. فرد در مقایسه با افراد دیگر خود را منحصر به فرد یا خاص می‌داند.
7. فرد خود را به‌طور کلی برتر از دیگر افراد می‌داند.
8. فرد رفتار محوری و/یا خودارجاعی دارد.
9. فرد به شیوه‌ای خودپسندانه یا متظاهر رفتار می‌کند.